# Glenea niveopectus
Glenea niveopectus là một loài bọ cánh cứng trong họ Cerambycidae.